# Алвиту-да-Бейра
Алвиту-да-Бейра (порт. Alvito da Beira)  —  район (фрегезия) в Португалии,  входит в округ Каштелу-Бранку. Является составной частью муниципалитета  Проенса-а-Нова. По старому административному делению входил в провинцию Бейра-Байша. Входит в экономико-статистический  субрегион Пиньял-Интериор-Сул, который входит в Центральный регион. Население составляет 436 человек на 2001 год. Занимает площадь 36,26 км².
Покровителем района считается Святой Лоренсо (порт. São Lourenço).

## Галерея

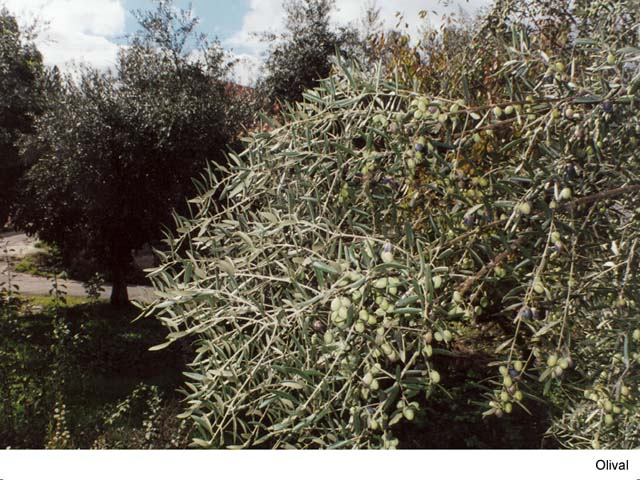
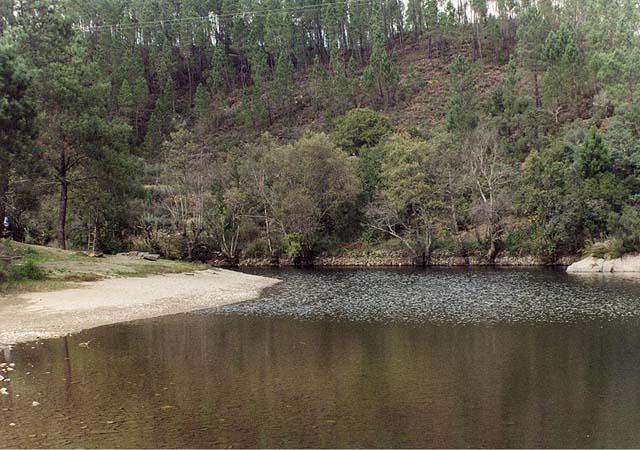
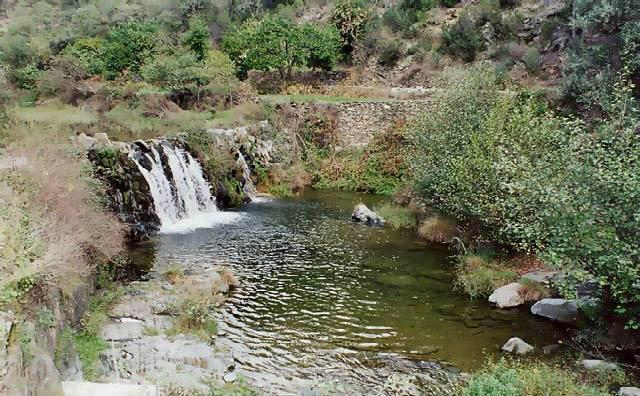
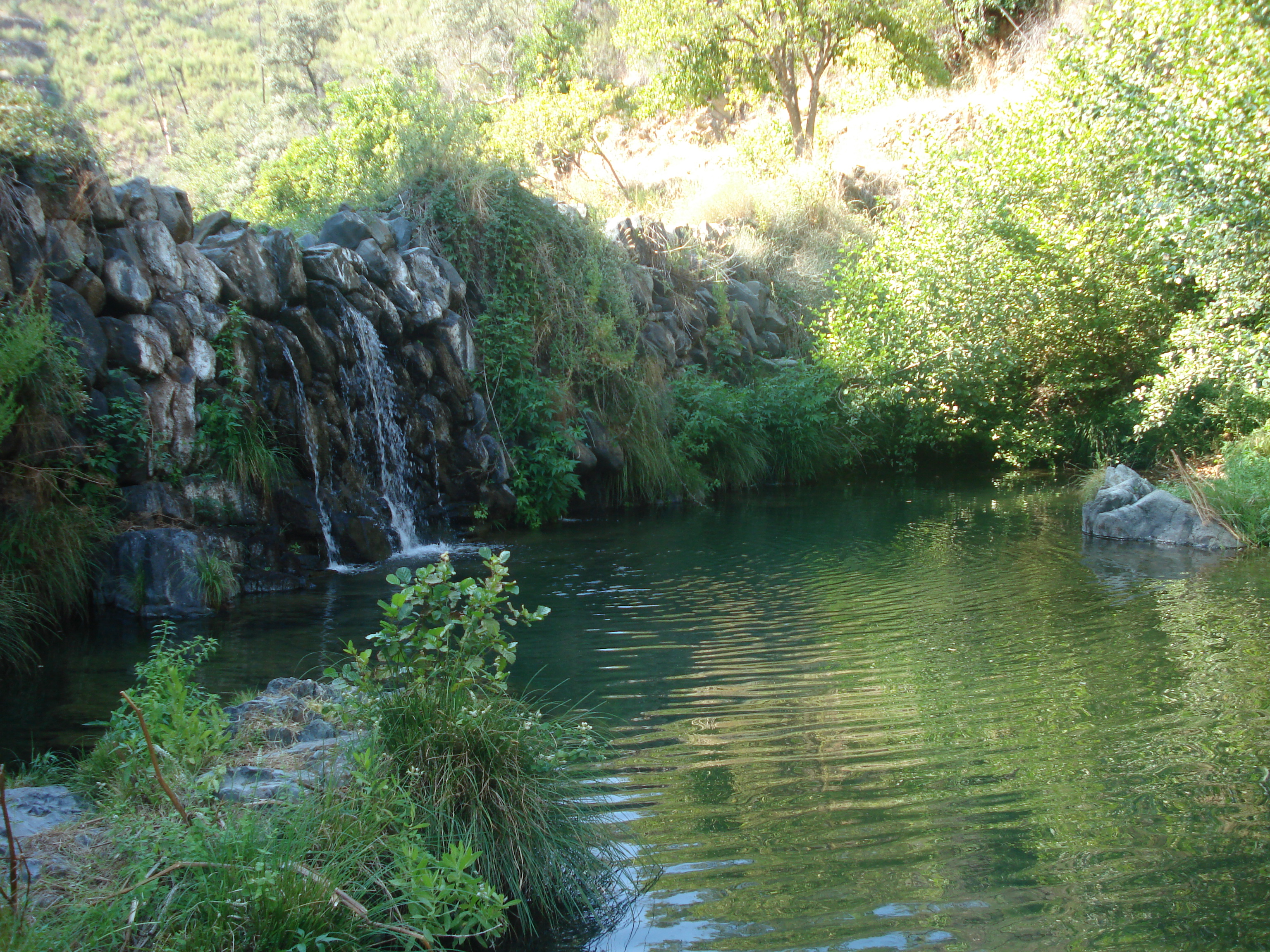
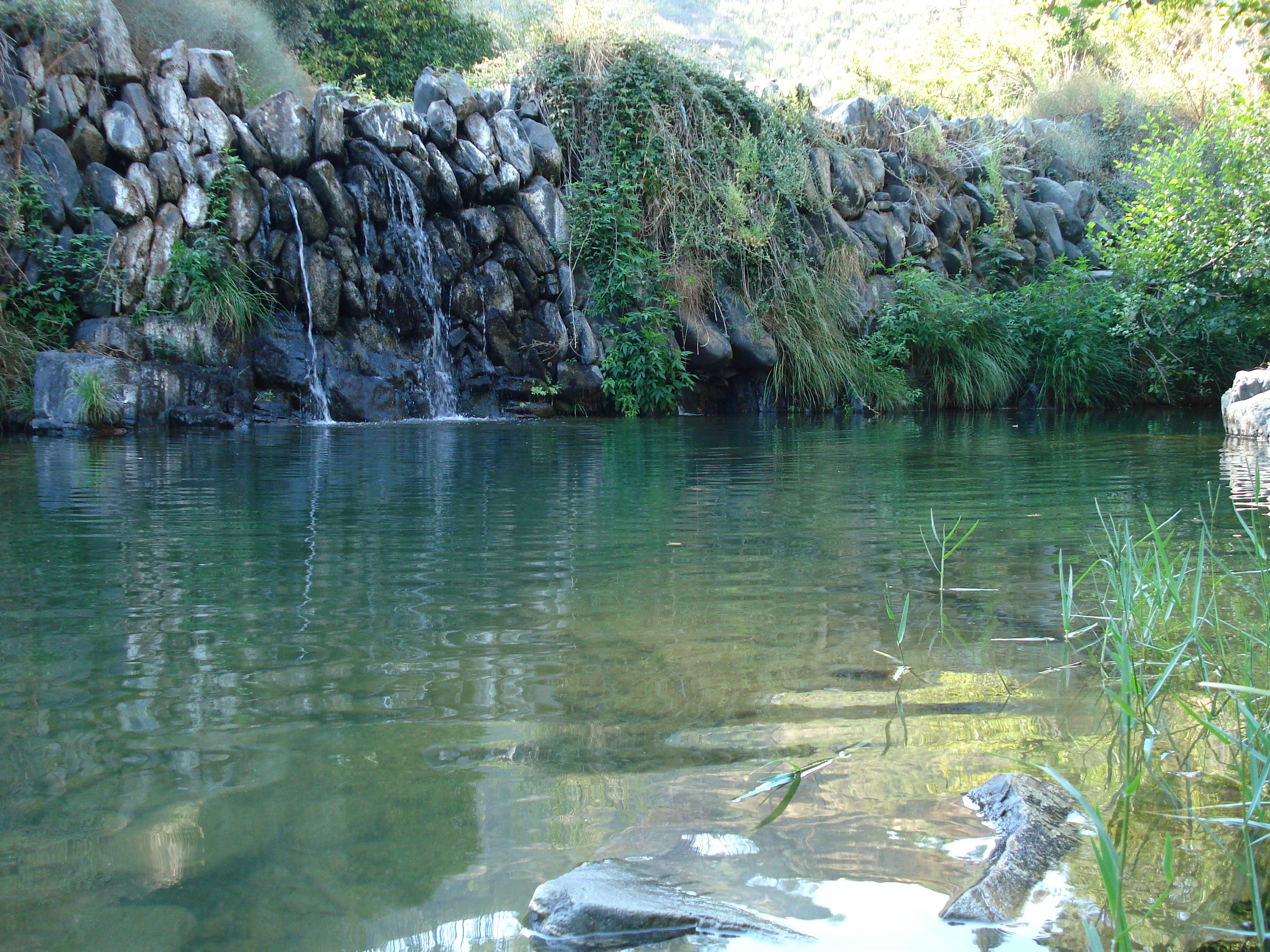
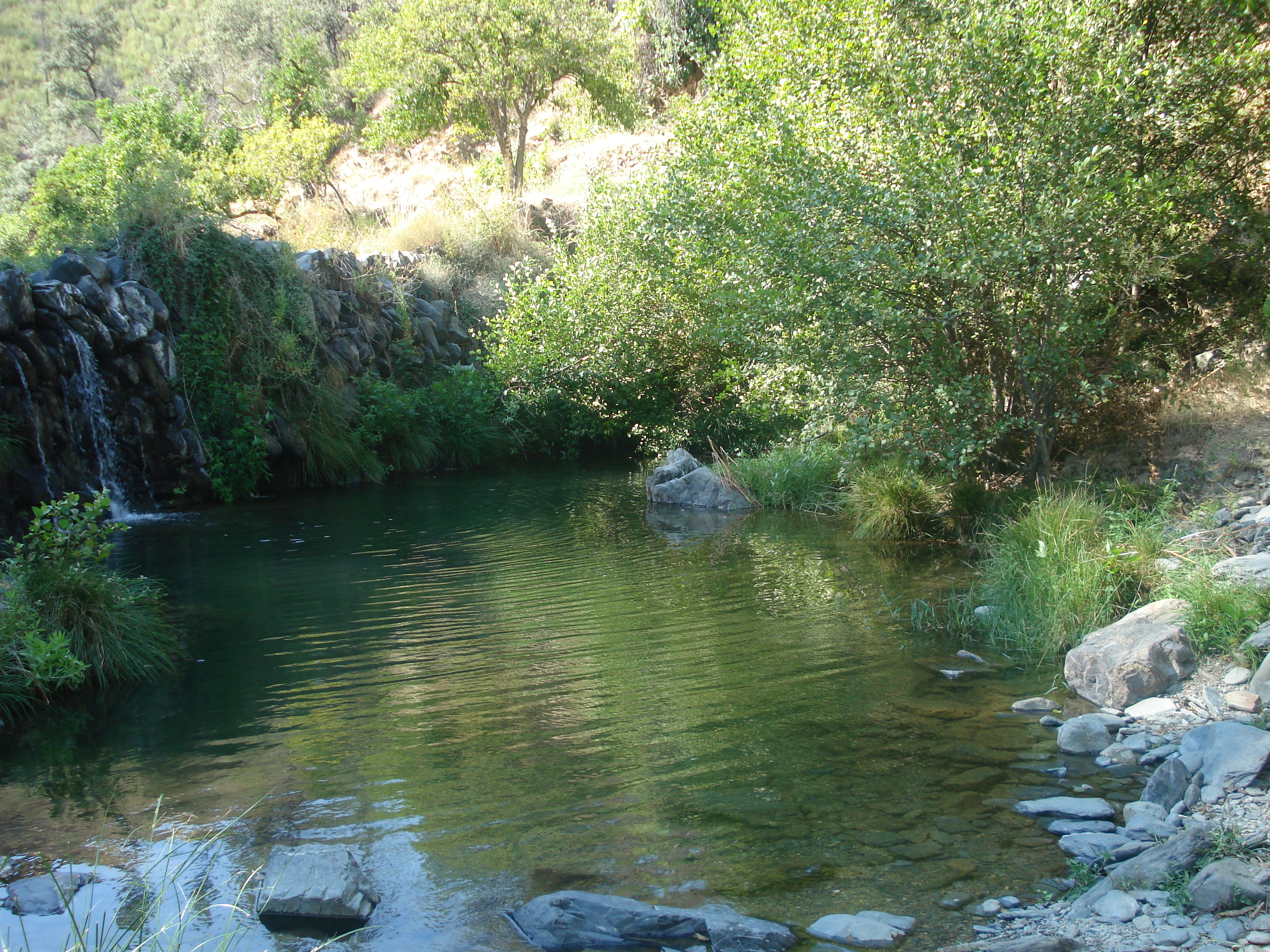
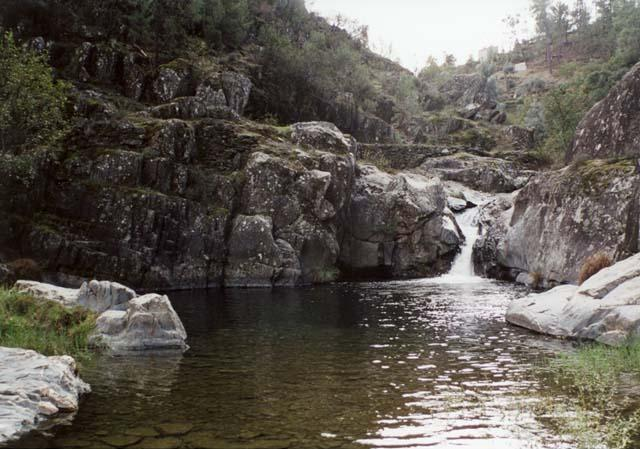
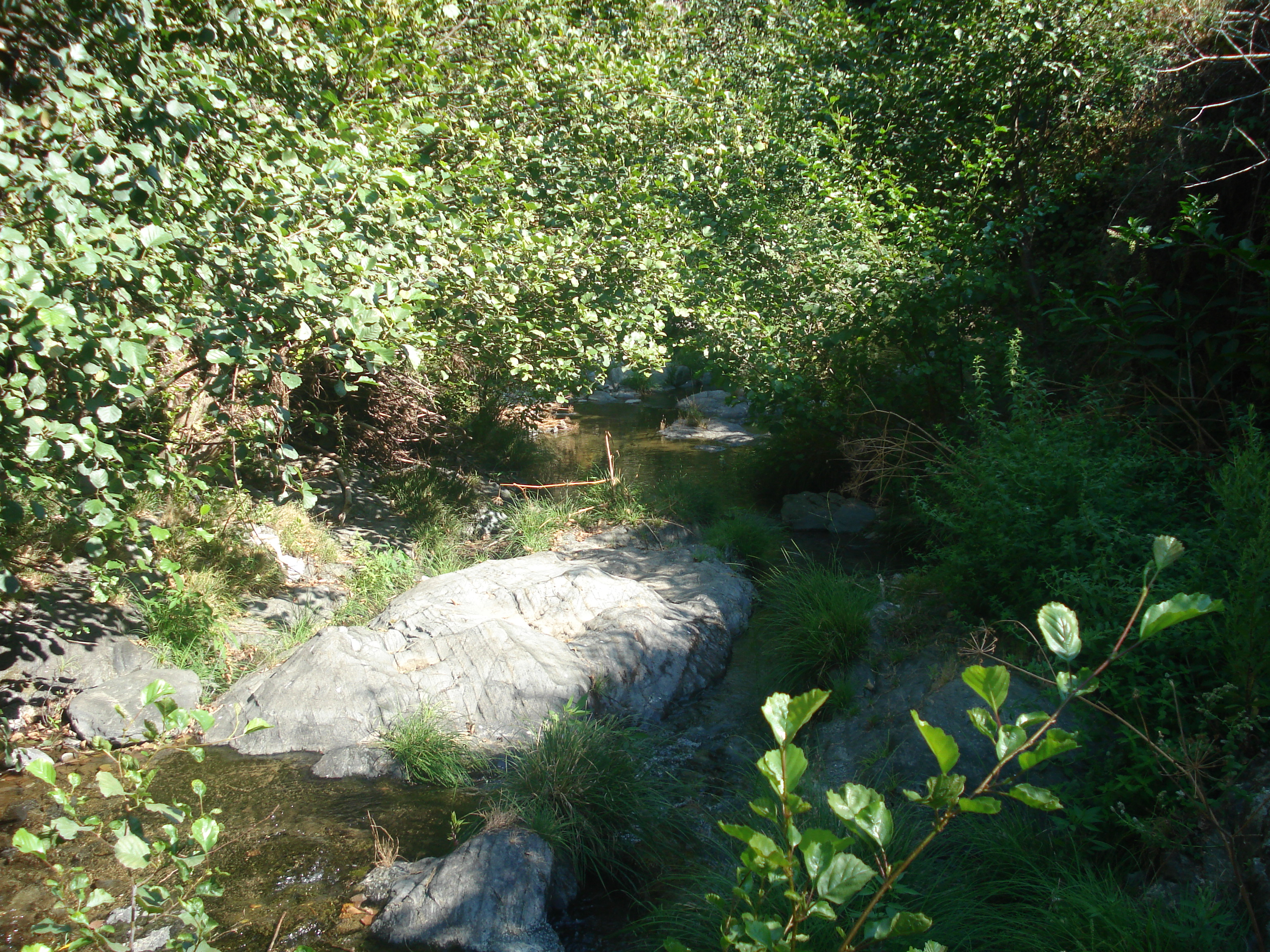
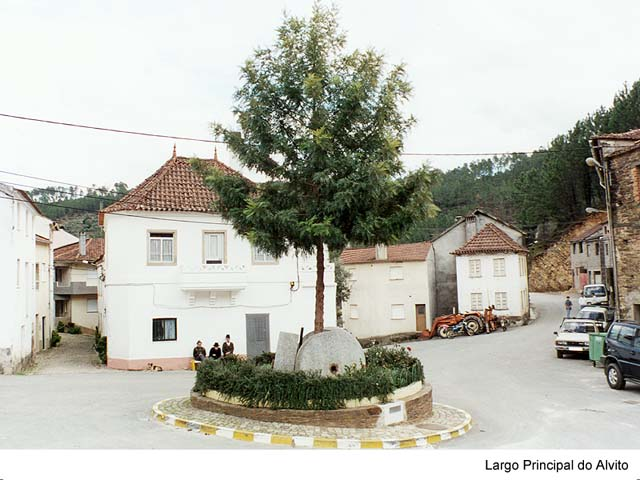
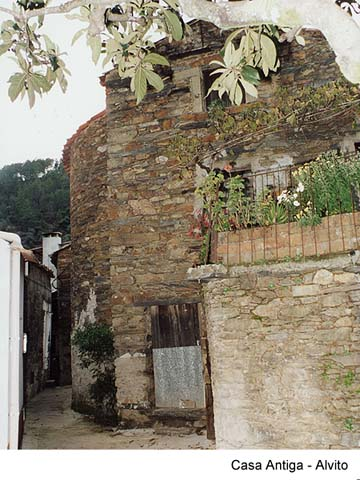

## История
Район основан в 1920 году